# 熊本県道281号坂瀬川御領線
熊本県道281号坂瀬川御領線（くまもとけんどう281ごう さかせがわごりょうせん）は、熊本県天草郡苓北町から天草市に至る一般県道である。

## 概要

### 路線データ
- 起点：熊本県天草郡苓北町坂瀬川（国道324号（国道389号重複区間）交点）
- 終点：熊本県天草市五和町御領（国道324号交点）

## 地理

### 通過する自治体
- 天草郡苓北町
- 天草市

### 交差する道路
| 交差する道路                | 市町村名 | 市町村名 | 交差する場所      | 交差する場所 |
| --------------------------- | -------- | -------- | ----------------- | ------------ |
| 国道324号 国道389号 重複    | 天草郡   | 苓北町   | 坂瀬川            | 起点         |
| 熊本県道284号坂瀬川鬼池港線 | 天草郡   | 苓北町   | 坂瀬川            |              |
| 熊本県道47号本渡五和線      | 天草市   | 天草市   | 五和町城河原1丁目 |              |
| 国道324号                   | 天草市   | 天草市   | 五和町御領        | 終点         |

### 沿線
- 天草市役所 五和支所
- 鬼の城公園